# Stegastes adustus
Stegastes adustus, thường được gọi là cá thia màu sẫm, là một loài cá biển thuộc chi Stegastes trong họ Cá thia. Loài này được mô tả lần đầu tiên vào năm 1855.

## Phân bố và môi trường sống
S. adustus phân bố ở phía tây Đại Tây Dương, được tìm thấy từ đông bắc bang Florida (bao gồm cả Bahamas), men theo bờ biển Trung Mỹ và biển Caribe, đến Panama và Venezuela. S. adustus thường sống xung quanh các rạn san hô và những bãi đá ngầm, những nơi có nhiều sóng, thường trong các hồ thủy triều, ở độ sâu khoảng 2 – 16 m; cá con thường xuất hiện ở những hồ thủy triều.

## Mô tả
S. adustus trưởng thành dài khoảng 15 cm. Toàn thân của S. adustus có màu xám sẫm hoặc gần như đen, với các sọc dọc màu đen. Một đốm đen thường xuất hiện ở gốc vây ngực. Các vây đều có màu sẫm ngoại trừ vây ngực có màu nhạt. Cá con có màu xanh lam. Đầu và lưng có nhiều đốm màu xanh sáng. Giữa vây lưng có một đốm đen lớn viền xanh.
Số ngạnh ở vây lưng: 12; Số vây tia mềm ở vây lưng: 14 - 17; Số ngạnh ở vây hậu môn: 2; Số vây tia mềm ở vây hậu môn: 13 - 15; Số vây tia mềm ở vây ngực: 20 - 22.
Thức ăn của S. adustus chủ yếu là rong tảo và các vụn hữu cơ. S. adustus sinh sản theo cặp, trứng được bảo vệ bởi cá đực. S. adustus có tính lãnh thổ cao và rất hung hăng.
S. adustus thường mắc ngẫu nhiên vào các lưới nhỏ.